# Ilybiosoma pandurum
Ilybiosoma pandurum är en skalbaggsart som först beskrevs av John Henry Leech 1942.  Ilybiosoma pandurum ingår i släktet Ilybiosoma och familjen dykare. Inga underarter finns listade i Catalogue of Life.